# Coming Up for Air (Kayak)
Coming Up for Air is een muziekalbum van de Nederlandse band Kayak. Na hun akoestisch album nu weer een album met elektronische instrumenten. Kayak greep met dit album op sommige tracks terug naar hun begintijd. Bij track 3 hoor je de klank van de toetsen van Mammoth en ook track 8 klinkt als de oude Kayak. Het album is opgenomen in de huisstudio en geluidsstudio's in Leeuwarden (drums) en Baarn (piano).
Kayak wilde met dit album terug naar losse liedjes in plaats te werken aan een concept als Nostradamus – the fate of man. Bovendien was leadzanger Bert Heerink (weer) vertrokken, zodat Edward Reekers die taak weer op zich kon nemen.Na een korte toer ging Olffen op concertreis met Het Goede Doel, Reekers met Motel Westcoast en Scherpenzeel ging verder met Youp van 't Hek.

## Musici
- Ton Scherpenzeel — toetsen, zang
- Pim Koopman — slagwerk, zang, toetsen, gitaar
- Cindy Oudshoorn — zang
- Edward Reekers — zang
- Rob Vunderink — zang, gitaar
- Joost Vergoossen — gitaar
- Jan van Olffen — basgitaar

## Gastmusicus
- Judith Groen — cello in "Freezing"

## Tracklist
| Nr. | Titel                                                 | Duur |
| --- | ----------------------------------------------------- | ---- |
| 1.  | Alienation (T. Scherpenzeel, I. Linders)              | 3:55 |
| 2.  | Man In The Cocoon (P. Koopman, C. Oudshoorn)          | 2:53 |
| 3.  | Time Stand Still (T. Scherpenzeel, I. Linders)        | 3:21 |
| 4.  | Freezing (T. Scherpenzeel, I. Linders)                | 3:50 |
| 5.  | Medea (T. Scherpenzeel, I. Linders)                   | 3:47 |
| 6.  | Daughter Of The Moon (P. Koopman)                     | 3:41 |
| 7.  | Undecided (T. Scherpenzeel, I. Linders)               | 4:09 |
| 8.  | Sad State Of Affairs (P. Koopman)                     | 4:23 |
| 9.  | About You Without You (P. Koopman)                    | 3:16 |
| 10. | The Mask And The Mirror (T. Scherpenzeel, I. Linders) | 4:45 |
| 11. | Selfmade Castle (P. Koopman, C. Oudshoorn)            | 3:33 |
| 12. | What I'm About To Say (T. Scherpenzeel, I. Linders)   | 4:24 |
| 13. | Wonderful Day (T. Scherpenzeel, I. Linders)           | 3:44 |
| 14. | Broken White (T. Scherpenzeel, I. Linders)            | 4:25 |
| 15. | Coming Up For Air (T. Scherpenzeel, I. Linders)       | 6:12 |

Van het album wordt direct een single getrokken:

| Nr. | Titel                  | Duur |
| --- | ---------------------- | ---- |
| 1.  | Undecided              |      |
| 2.  | Beat The Clock         |      |
| 3.  | Video over Nostradamus |      |

## Hitnotering
| "Coming Up For Air" in de Nederlandse Album Top 100 - binnen: 26-01-2008 | "Coming Up For Air" in de Nederlandse Album Top 100 - binnen: 26-01-2008 | "Coming Up For Air" in de Nederlandse Album Top 100 - binnen: 26-01-2008 | "Coming Up For Air" in de Nederlandse Album Top 100 - binnen: 26-01-2008 | "Coming Up For Air" in de Nederlandse Album Top 100 - binnen: 26-01-2008 | "Coming Up For Air" in de Nederlandse Album Top 100 - binnen: 26-01-2008 | "Coming Up For Air" in de Nederlandse Album Top 100 - binnen: 26-01-2008 | "Coming Up For Air" in de Nederlandse Album Top 100 - binnen: 26-01-2008 | "Coming Up For Air" in de Nederlandse Album Top 100 - binnen: 26-01-2008 | "Coming Up For Air" in de Nederlandse Album Top 100 - binnen: 26-01-2008 | "Coming Up For Air" in de Nederlandse Album Top 100 - binnen: 26-01-2008 | "Coming Up For Air" in de Nederlandse Album Top 100 - binnen: 26-01-2008 |
| Week                                                                     | 01                                                                       | 02                                                                       | 03                                                                       | 04                                                                       | 05                                                                       | 06                                                                       | 07                                                                       | 08                                                                       | 09                                                                       | 10                                                                       |                                                                          |
| ------------------------------------------------------------------------ | ------------------------------------------------------------------------ | ------------------------------------------------------------------------ | ------------------------------------------------------------------------ | ------------------------------------------------------------------------ | ------------------------------------------------------------------------ | ------------------------------------------------------------------------ | ------------------------------------------------------------------------ | ------------------------------------------------------------------------ | ------------------------------------------------------------------------ | ------------------------------------------------------------------------ | ------------------------------------------------------------------------ |
| Nummer                                                                   | 57                                                                       | 41                                                                       | 43                                                                       | 60                                                                       | 79                                                                       | 70                                                                       | 78                                                                       | 74                                                                       | 67                                                                       | 92                                                                       | uit                                                                      |